# 内藤史朗
内藤 史朗（ないとう しろう、1933年(昭和8年)11月4日 - ）は、日本の英文学者、小説家、大谷大学名誉教授。台湾・台北市生まれ。本籍は愛知県海部郡佐織町（現・愛西市）。1957年京都大学文学部英文科卒。大谷大学助教授、1976年教授、1999年名誉教授、京都造形芸術大学教授。1974年アイルランドのイェイツ夏季大学で講師を務め、1983年オックスフォード大学セント・ジョンズ・カレッジで客員として研究に携わる。ほか東アジア史に関する小説も書く。

## 著書
- Yeats and Zen : a Study of the Transformation of His Mask. 山口書店、1984年
- Yeats’s Epiphany : His Quest for the Last Masks. 山口書店、1990年
- W.B. Yeats’s Masks and Plotinus : with Reference to Zen, Tantrism & Shin Buddhism 開文社、1997年
- 『霧社の光と闇 台湾の十字架と隠れ念仏』新人物往来社、1999年
- 『東天紅の海 綿屋弥兵衛の御一新』郁朋社、2002年
- 『東天紅の龍 鄭成功評伝 /チャップリンの息子 台湾内地人の一視点 短編集 他二編』榕樹会事務局、2010年

### 共編
- 『東西文学の世界』 朝日出版社、1991年

### 翻訳
- ジョン・ラスキン『芸術教育論』明治図書 世界教育学選集、1969年、再版1976年
- ウィリアム・モリス『民衆のための芸術教育』明治図書 世界教育学選集、1971年、再版1981年
- ハーバート・リード『芸術教育による人間回復』明治図書出版、1972年
- ペタル・グベリナ『話しことばの原理と教育 言調聴覚法の理論』北原一敏共編著 明治図書出版 シリーズ・障害者の世界、1981年
- 『ラスキンの芸術教育 描画への招待』明治図書出版、2000年
- ラスキン『近代画家論 風景編　風景の思想とモラル』法藏館、2002年
- ラスキン『近代画家論 原理編1 芸術の真実と教育』法藏館、2003年
- ラスキン『近代画家論 原理編2　構想力の芸術思想』法蔵館、2003年
- ラスキン『ヴェネツィアの石　建築・装飾とゴシック精神』法藏館、2006年10月
- ラスキン『続 ヴェネツィアの石　ルネサンスとグロテスク精神』法藏館、2017年10月

## 参考
- ISBN 4831881678
- 『現代日本人名録』2002年